# Tryggvi Ólafsson
Tryggvi Ólafsson (... – 963) fu re di Viken (Vingulmark e Ranrike). Figlio di Óláfr "Geirstaðaálfr" Digerbein Haraldsson, re di Vestfold, e nipote di Harald Bellachioma (primo re di Norvegia).
Nella Heimskringla Tryggve fece scorrerie in Irlanda e Scozia e guidò spedizioni vichinghe nel mare occidentale. 
Tryggve fu ucciso da Harald Pellegrigia (figlio di Erik il Sanguinario) che tentava di riunire la Norvegia sotto il suo dominio.
Il figlio di Tryggve, Olaf Tryggvason, in seguito divenne re di Norvegia, e sua figlia Ingeborg Tryggvasdotter sposò Ragnvald Ulfsson, jarl di Västergötland e poi sovrano di Staraja Ladoga.